# Dơi khoang
Dơi khoang (tên khoa học Niumbaha superba) là một loài dơi quý hiếm trong họ Vespertilionidae. Chúng được phát hiện đầu tiên tại Cộng hòa Dân chủ Congo và được Hayman mô tả năm 1939. Tại thời điểm đó, loài này đã được đặt trong chi Glauconycteris dưới tên Glauconycteris superba. Nó được theo dõi năm 2013 tại Nam Sudan, chỉ có năm cá thể được ghi lại, dơi khoang được xác định là một chi mới hoàn toàn, Niumbaha, tên sau zande có nghĩa là "hiếm".
Loài này được tìm thấy ở Cộng hòa Dân chủ Congo, Bờ Biển Ngà, Ghana và Nam Sudan. Môi trường sống tự nhiên của nó là nhiệt đới khô hoặc rừng cận nhiệt đới và rừng ẩm vùng đất thấp nhiệt đới hoặc cận nhiệt đới. Chúng đang bị đe dọa do mất môi trường sống.

## Hình ảnh

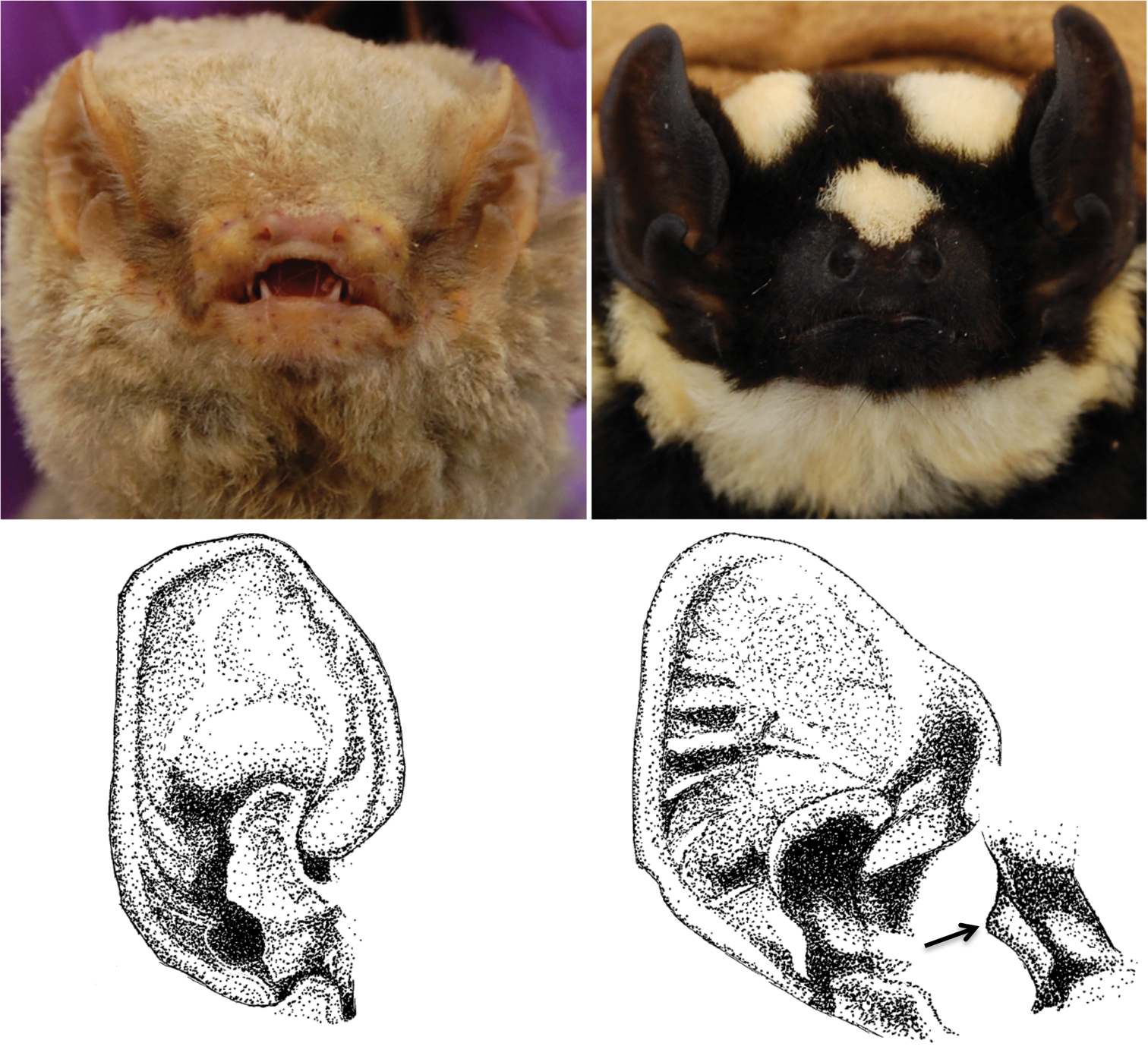
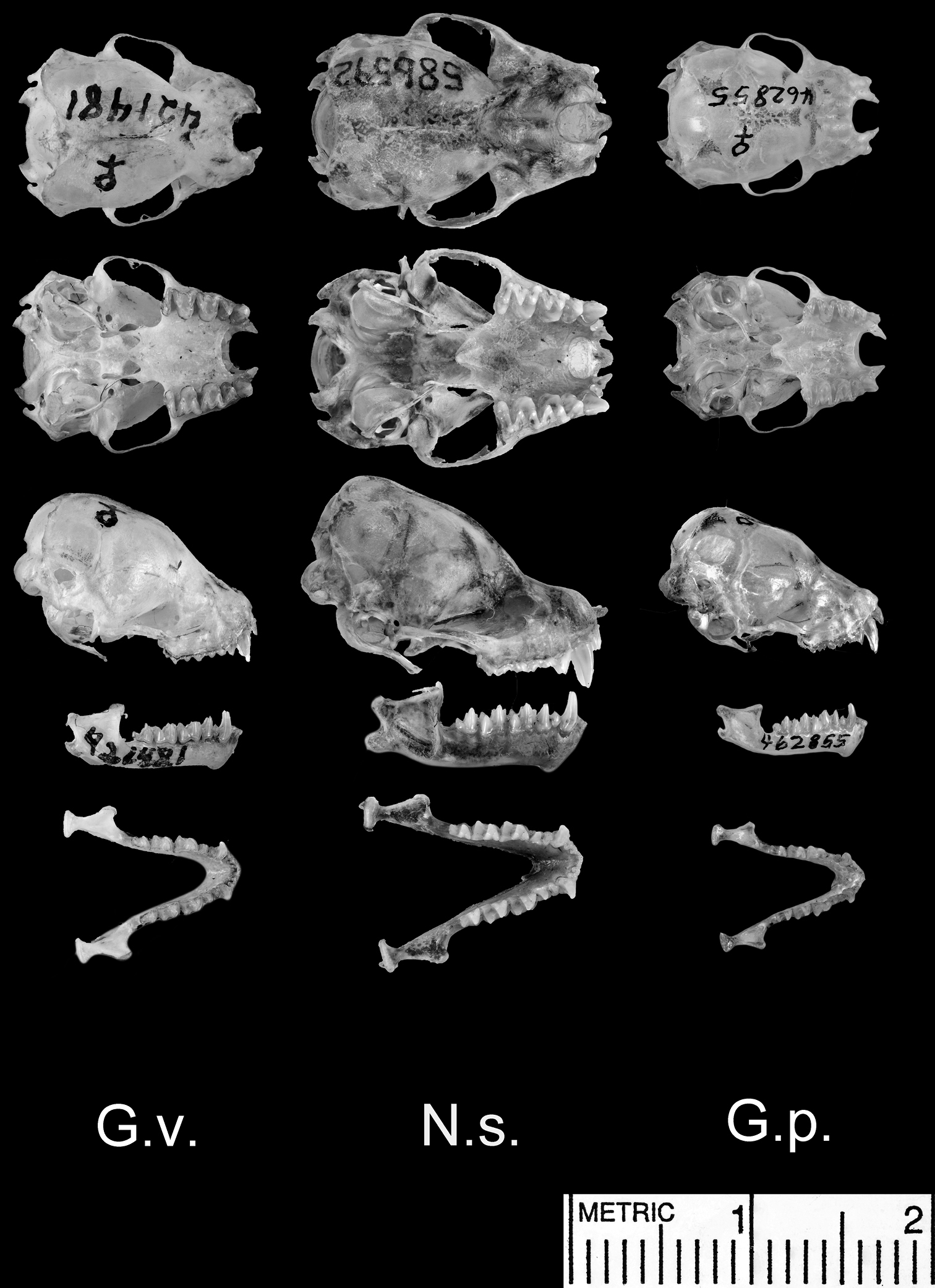
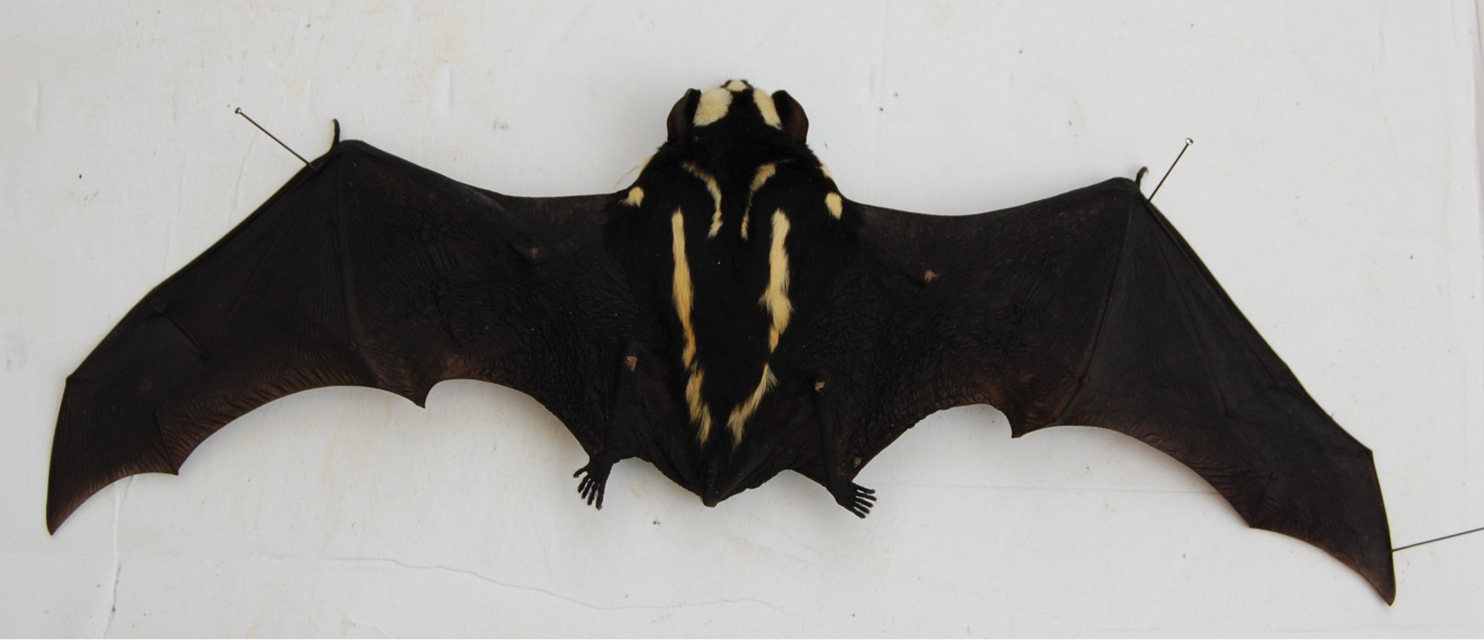
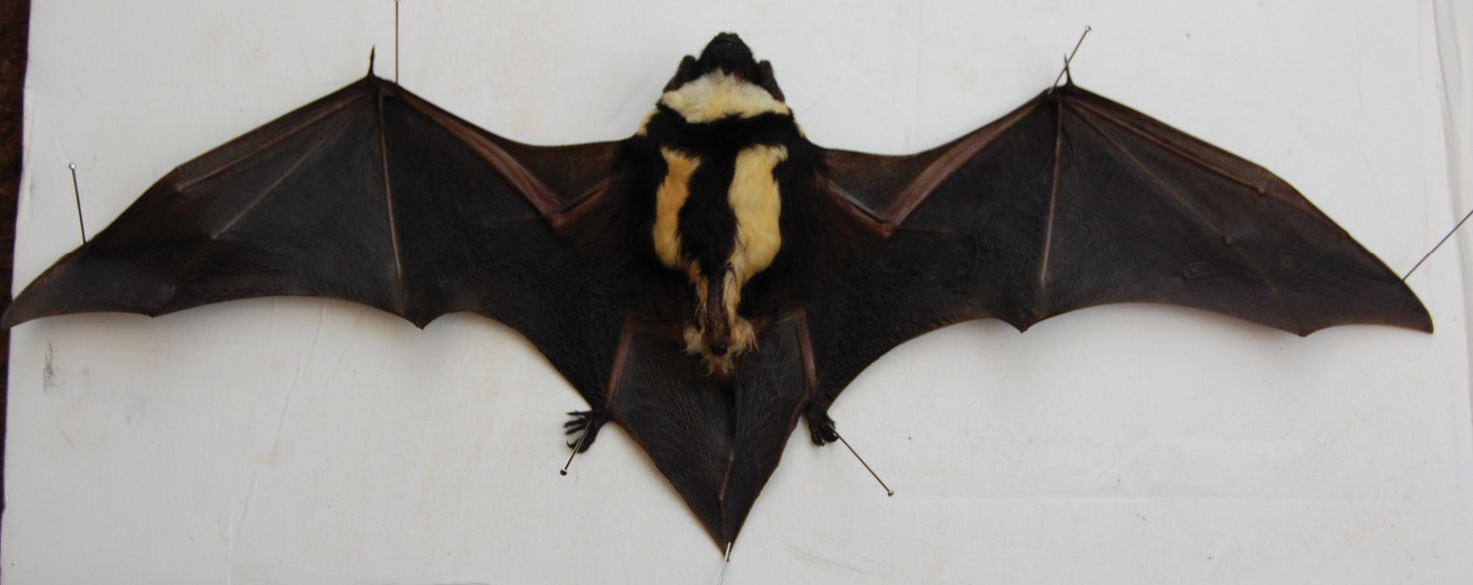